# 吉備大臣入唐絵巻

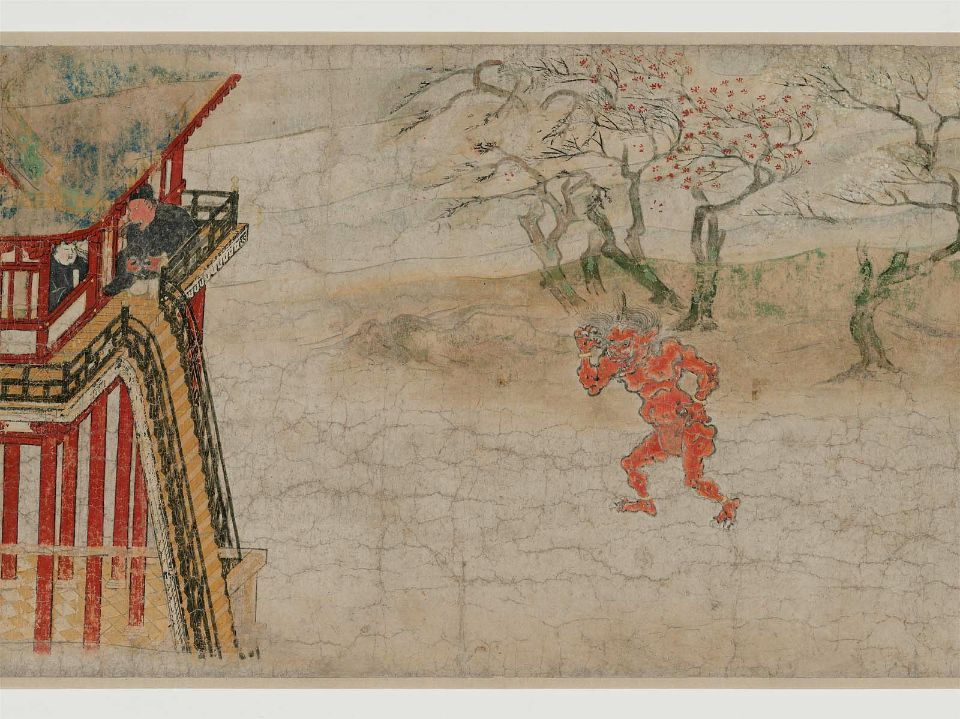
第二段、吉備大臣の幽閉されている高楼を訪ねる赤鬼（実は遣唐使阿倍仲麻呂の亡霊）。楼上では衣冠姿の赤鬼（=仲麻呂）が吉備大臣と対面している。

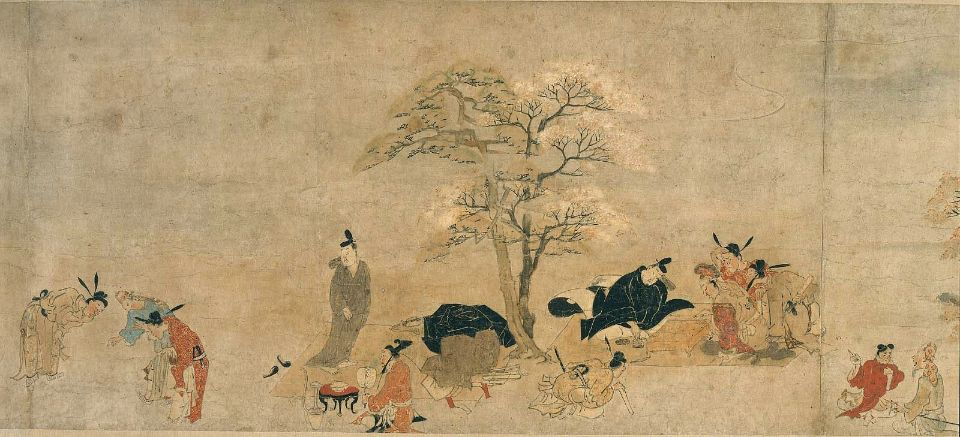
第六段、右は吉備大臣と唐の囲碁名人との対局の場面。吉備大臣は相手方の碁石（黒石）を1箇、呑み込んでしまう。怪しんだ唐人は吉備大臣に「かりろぐ丸」という下剤を飲ませるが、吉備大臣は術を使って腹中に黒石を留め、下痢便の中からも碁石は見つからない。中央は装束を脱がされて小袖（下着）姿で立つ吉備大臣。左は悪臭に顔を歪めつつ下痢便を調べる唐人たち。
敷物の上には、黒袍、指貫、檜扇、笏、畳紙といった当時の貴人が身につけていた物がまとめて描かれており、後世の有職故実研究にとって貴重な史料となった。

吉備大臣入唐絵巻（きびのおとど にっとう えまき、または、きび だいじん にっとう えまき）は、日本の12世紀末から13世紀初めに作られた絵巻物の一つ。所蔵者は、アメリカ合衆国のボストン美術館。遣唐使として唐に渡った吉備真備が、現地で数々の難題を吹っかけられるも、鬼となった阿倍仲麻呂の助けを借りてこれをことごとく退ける説話を生き生きと描いた、院政期文化を代表する絵巻物の名品である。

## 概要
絵巻の内容は、大江匡房の『江談抄』巻三（雑事）「吉備入唐間事」に記される物語と一致しており、遣唐使の吉備真備が在唐中に幽閉され、鬼となった阿倍仲麻呂に導かれて、皇帝による『文選』や囲碁による無理難題を解いて、遂に帰国に至るというものである。
現存の絵巻は冒頭の真備が入唐して幽閉される詞書および、後半部分である『野馬台詩』の解読に成功して帰国を果たす場面は欠いている。ただし冒頭の詞書については、元々無かったとする説もあり、錯簡によって後半の『野馬台詩』の部分が、2箇所ないし3箇所現存部分に紛れ込んでいる可能性が指摘されている。元は全長24.521mにも及ぶ1巻の巻物だったが、昭和39年（1964年）に東京オリンピック記念特別展で里帰りした際に、保存や展示の便宜を図るため4巻に改装された。
なお、史実では、真備と仲麻呂は養老元年（717年）に同一次の遣唐使に同行しており、真備の方は天平7年（735年）に帰国して天平勝宝4年（752年）に再度入唐している。真備の2度目の入唐時も仲麻呂は存命しているため、本絵巻はあくまでも「伝説」「伝承」を描いているに過ぎない。

## 伝来
成立は平安時代後半の12世紀末頃、後白河院の下で制作された絵巻の一つで、『伴大納言絵巻』『年中行事絵巻』『彦火火出見尊絵巻』と共に蓮華王院の宝蔵に納められていたと考えられる。
その後、嘉吉元年（1441年）に、『伴大納言絵巻』『彦火火出見尊絵巻』と共に若狭国小浜（現在の福井県小浜市）の新八幡宮に疎開していた記事が残る（『看聞御記』嘉吉元年4月26日）。一時明通寺の寺宝となった後、豊臣秀吉正室高台院の甥である木下勝俊が文禄2年（1593年）に若狭国主となった際に献上された。勝俊は、世を捨て隠棲した後も『吉備大臣入唐絵巻』をある程度の期間所持したらしく、烏丸光広などの鑑定書が現在まで付属している。その後は豪商三木権太夫や三井六角家当主・三井三郎助（高年）が所持し、幕末頃に再び小浜藩主酒井家に戻り、その重宝となる。
大正12年（1923年）、酒井家の遺産分与のため東京美術倶楽部の売立（競売）に出され、大阪の古美術商が18万8900円で落札。直ぐに再び売りに出そうとしたが、関東大震災による不景気で買い手がつかず、古美術を広く海外に売っていた山中商会に斡旋を依頼する。昭和7年（1932年）、ボストン美術館東洋部長を務める富田幸次郎が来日して購入、ボストン美術館に所蔵されるに至った。『吉備大臣入唐絵巻』の海外流出は、日本国民の憤激を買い、富田は「国賊」呼ばわりされた。しかし、富田からすれば正規の商取引を行ったに過ぎず、富田自身はこれに憤慨している。問題だったのは、国宝クラスの美術品の海外流出を食い止める事が出来なかった法整備の不備で、流出の翌年4月1日「重要美術品等ノ保存ニ関スル法律」が公布・施行され、美術品の国外流出を防ぐ処置が取られるようになった。
その後、1964年、1983年、2000年、2010年、2012-13年の5度里帰りし、美術展覧会で展示されている。

## 作者
古来より作者は常盤光長とされ、最近まで光長周辺の単独の絵師だと想定されてきた。しかし、黒田日出男は複数の画家になる工房作だと主張し、ボストン展図録でもこれをほぼ支持している。
神田房枝は原本を観察した成果を元に、工房説を更に進めて論じている。『山槐記』元暦元年（1184年）8月二十一日条の記述から、当時の工房制作は「墨画」担当を頭に、技術的にも身分的にも劣る「淡彩」と「作絵」といった異なる色彩方法を担当する工人2名や、当時「張手」と呼ばれた作画以外の表具などを担当した雑工の4人1組で基本的に作画したとし、『伴大納言絵巻』や『彦火火出見尊絵巻』にもそうした制作過程が見て取れる。しかし『吉備大臣入唐絵巻』の場合、少なくとも3組の絵師が担当したと観察でき、しかも同一工房内で制作されたとは思えないほどモチーフの描写や彩色が一定せず、統一感に欠ける（馬や高楼、玉座の描写など）。描線も『伴大納言絵巻』と比べると全体にぎこちなく人物描写が単調で、『彦火火出見尊絵巻』と共通あるいは近似する図様が散見する。『古今著聞集』に後白河法皇は自ら絵巻の出来を点検し、気に入らない箇所は押し紙して、駄目な理由を書いて差し戻したという逸話が記されており、『吉備大臣入唐絵巻』のように一貫性に欠ける作品では後白河院を満足させられなかった可能性が高い。こうした論拠から、後白河が崩御する1192年3月から余り下らない頃に、急遽組織された常盤光長の画風に少しでも知識があった宮廷絵師たちによる、特殊な合作だったと推測している。
絵巻が制作された時代、日宋貿易で、かつて唐が治めていた中国の存在感が日本において再び高まっていた。吉備真備（と阿部仲麻呂）が唐人からの難題を切り抜けるという画題について、東京国立博物館研究員の土屋貴裕は、中国への劣等感と、力を出せば勝てるという優越感が絡み合った複雑な感情が読み取れると解釈している。

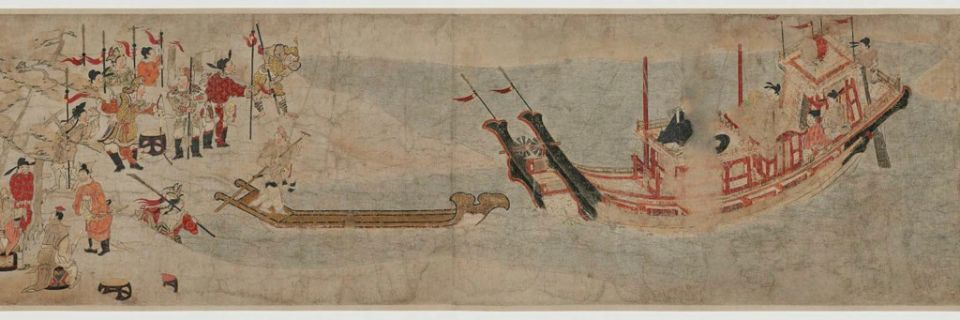
第一段、遣唐使船到着の場面。船で唐土に着いた吉備大臣とそれを迎える唐の使者（左端）や武人たち。
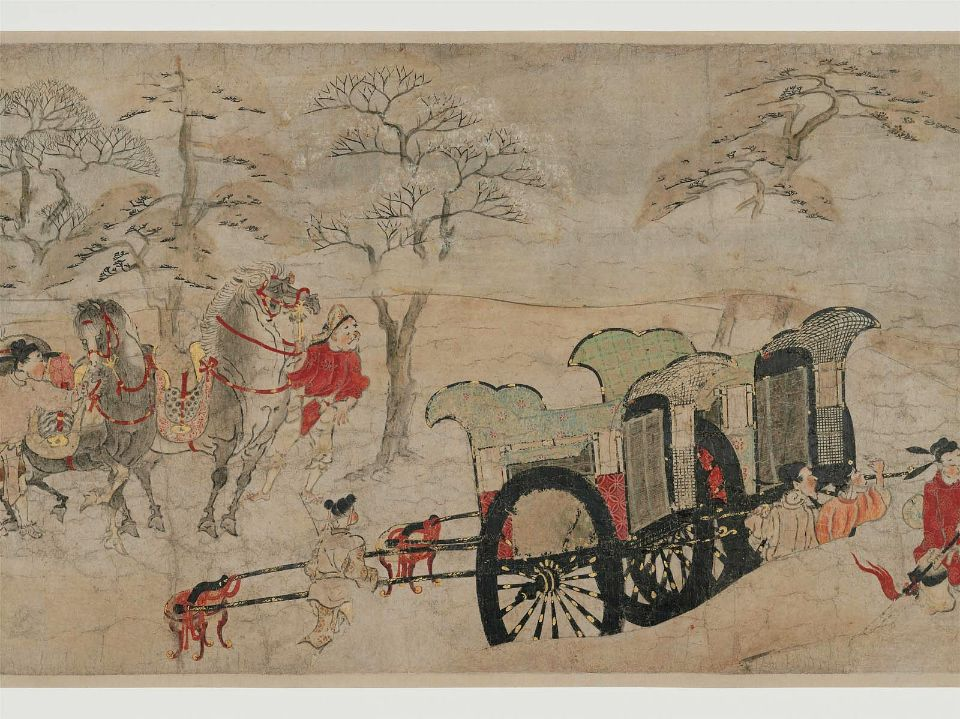
第一段、遣唐使船の到着に続く場面。唐の官人の車と馬が描かれている。
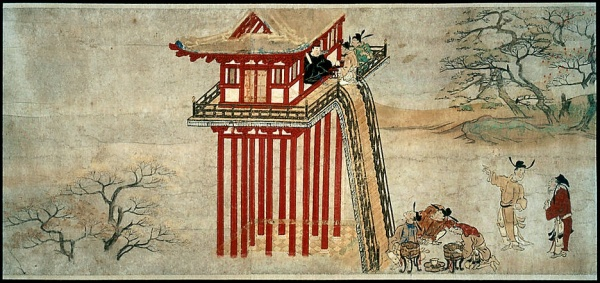
第三段、吉備大臣の幽閉されている高楼に食物を運ぶ唐人たち。
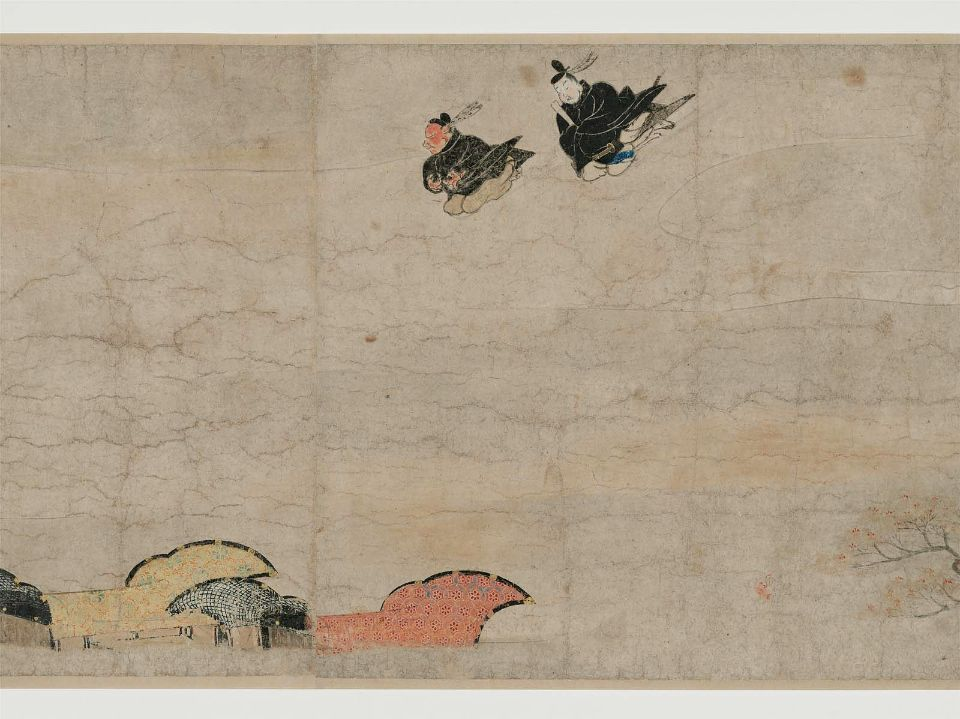
第三段、飛行の術を用いて空中を飛ぶ吉備大臣と赤鬼（=仲麻呂）
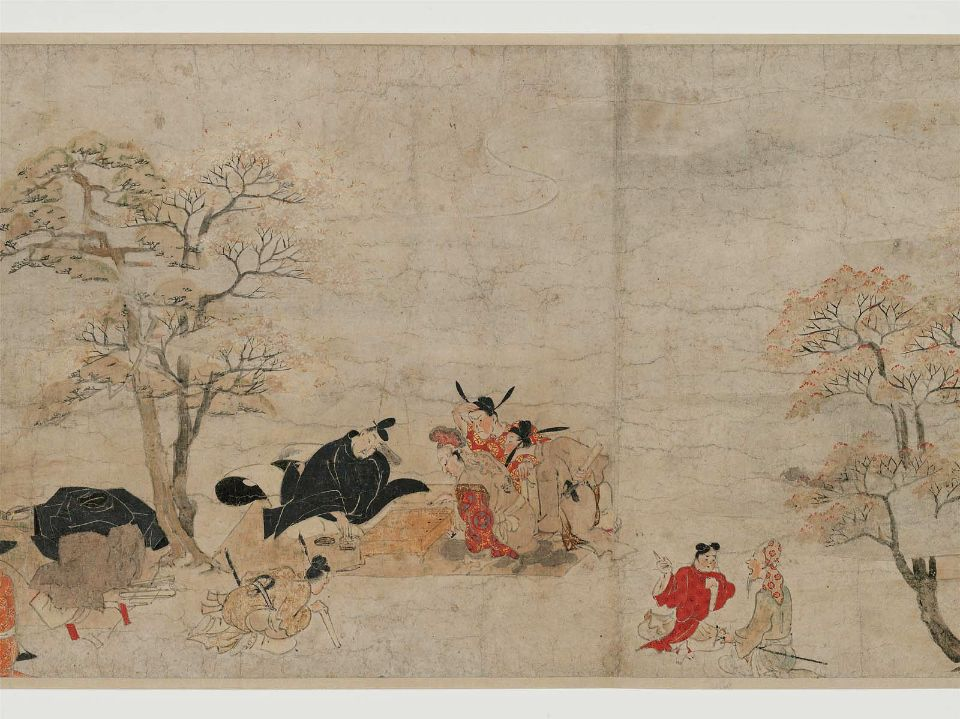
第六段、吉備大臣と唐の囲碁名人の対局。
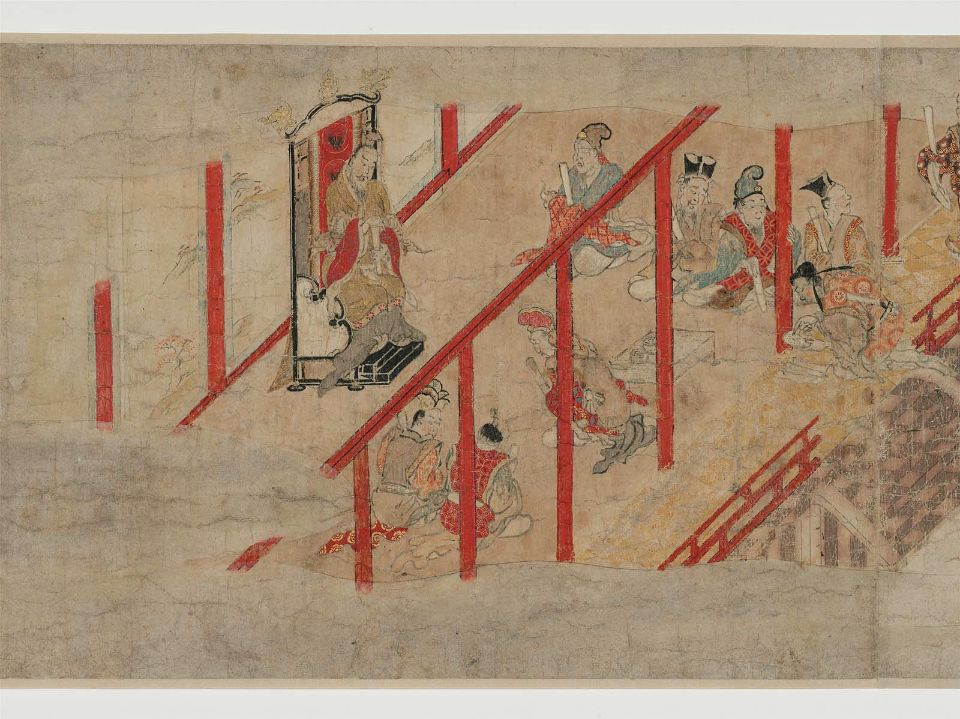
第六段、唐朝の宮殿。左端は唐の帝王。これに対するのは吉備大臣との勝負に負けたことを奏上する囲碁名人。